# USB 3.0
 (janvier 2023).
Si vous disposez d'ouvrages ou d'articles de référence ou si vous connaissez des sites web de qualité traitant du thème abordé ici, merci de compléter l'article en donnant les références utiles à sa vérifiabilité et en les liant à la section « Notes et références ».
Précédent Suivant
L'USB 3.0 est la troisième version majeure de la norme Universal Serial Bus (USB) pour l'interface entre les ordinateurs et les appareils électroniques, publiée en novembre 2008. Entre autres améliorations, l'USB 3.0 ajoute le nouveau taux de transfert appelé SuperSpeed USB (SS) qui peut transférer des données jusqu'à 5 Gbits/s (500 Mo/s après la surcharge de codage), soit environ dix fois plus vite que Hi-Speed (maximum pour la norme USB 2.0). Il est recommandé aux fabricants de distinguer les connecteurs USB 3.0 de leurs homologues USB 2.0 par l'utilisation de la couleur bleue pour les prises et les fiches Standard-A, et par les initiales SS.

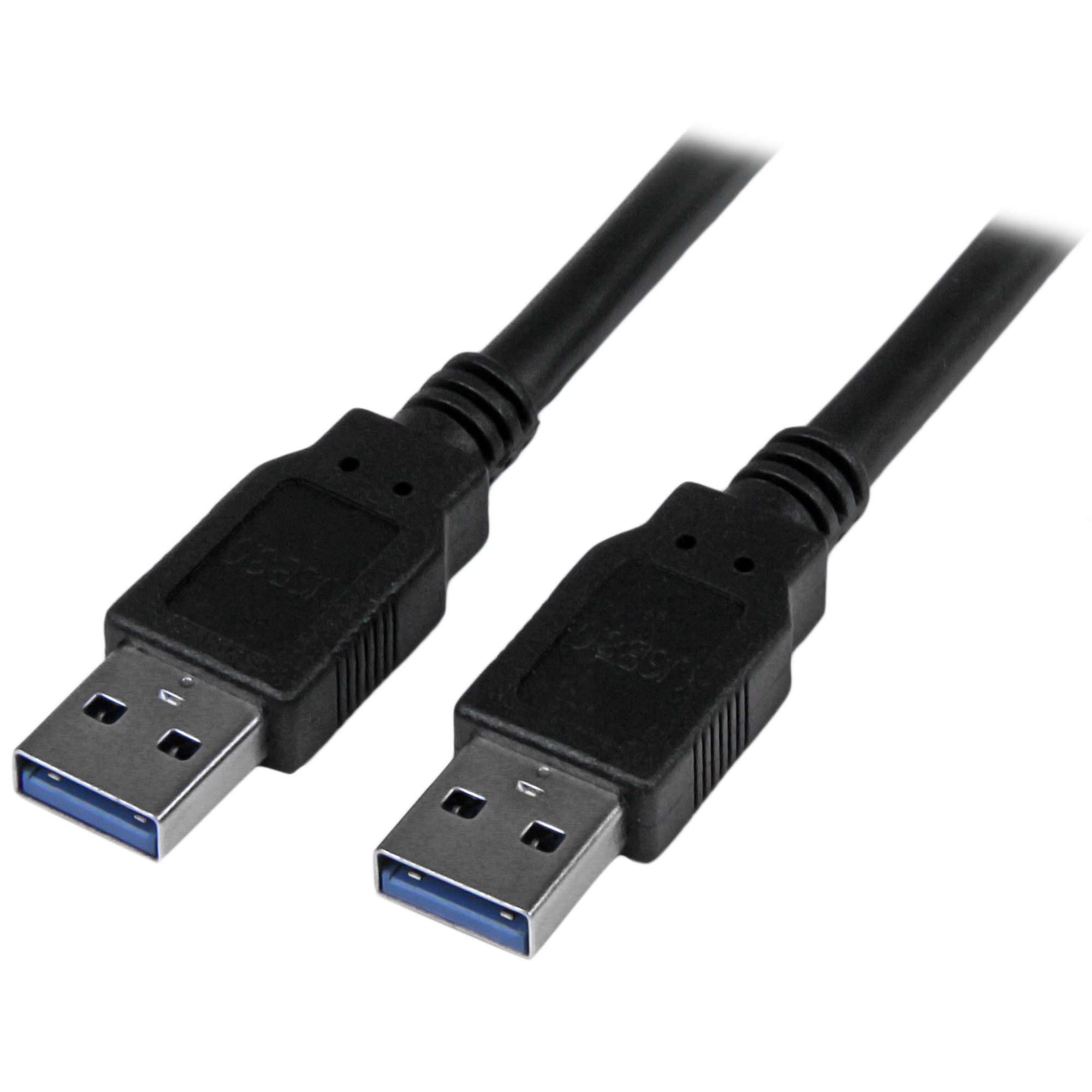
Câbles USB 3.0.

## Connecteurs (USB 3.0 et USB 3.0 micro-B)
Le connecteur a la même configuration physique que son prédécesseur, mais comporte cinq contacts supplémentaires.

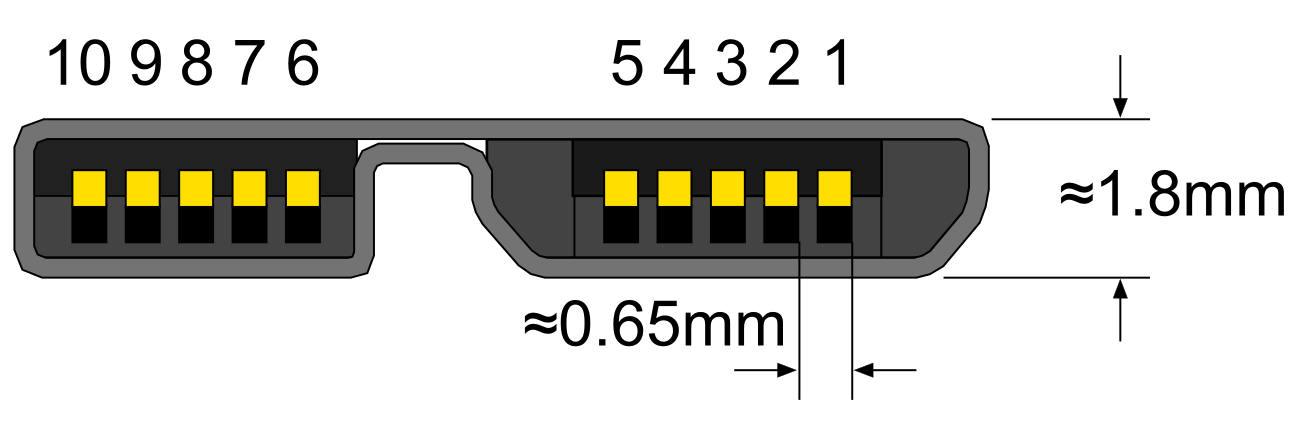
Connecteur USB 3.0 micro-B mâle.

Les contacts VBUS, D-, D+ et GND sont nécessaires pour la communication USB 2.0. Les contacts USB 3.0 supplémentaires sont deux paires différentielles et une masse (GND_DRAIN). Les deux paires différentielles supplémentaires sont destinées au transfert de données SuperSpeed ; elles sont utilisées pour la signalisation SuperSpeed en duplex intégral. La broche GND_DRAIN est destinée à la terminaison du fil de drainage, au contrôle des interférences électromagnétiques et au maintien de l'intégrité du signal.

Schéma des contacts (vue de face) de la première version l'USB 3.0 (Voir tableau ci-dessous).

| Broches | Nom du signal | Nom du signal | Description                                            |
| --- | ------------- | ------------- | ------------------------------------------------------ |
| Broches | Connecteur A  | Connecteur B  | Description                                            |
| 1 | VBUS          | VBUS          | Alimentation                                           |
| 2 | D−            | D−            | Paire différentielle USB 2.0                           |
| 3 | D+            | D+            | Paire différentielle USB 2.0                           |
| 4 | GND           | GND           | Masse pour le retour de l'alimentation                 |
| 5 | StdA_SSRX−    | StdB_SSTX−    | Paire différentielle SuperSpeed en réception           |
| 6 | StdA_SSRX+    | StdB_SSTX+    | Paire différentielle SuperSpeed en réception           |
| 7 | GND_DRAIN     | GND_DRAIN     | Masse pour le retour du signal                         |
| 8 | StdA_SSTX−    | StdB_SSRX−    | Paire différentielle SuperSpeed en émission            |
| 9 | StdA_SSTX+    | StdB_SSRX+    | Paire différentielle SuperSpeed en émission            |
| Le connecteur USB 3.0 micro-B possède deux contacts supplémentaires pour l'alimentation et la masse fournies à l'appareil. |               |               |                                                        |
| 10 | −             | DPWR          | Alimentation fournie à l'appareil (micro-B uniquement) |
| 11 | −             | DGND          | Masse pour retour DPWR (micro-B uniquement)            |

## USB 3.1
En janvier 2013, le groupe USB a annoncé son intention de mettre à jour l'USB 3.0 à 10 Gbits/s (1 250 Mo/s). A ainsi été publiée le 31 juillet 2013 la spécification USB 3.1, remplaçant la norme USB 3.0. La spécification USB 3.1 reprend le taux de transfert USB SuperSpeed de l'USB 3.0 préexistant, désormais appelé « USB 3.1 Gen 1 », et introduit un taux de transfert plus rapide appelé « SuperSpeed USB 10 Gbits/s » ou « USB 3.1 Gen 2 », équivalant en débit un unique canal Thunderbolt de première génération. Le logo du nouveau mode comporte une légende stylisée comme « SUPERSPEED+ », qui fait référence au protocole « SuperSpeed Plus mis à jour ». Le mode USB 3.1 Gen 2 réduit également la surcharge d'encodage d'informations de ligne à seulement 3 % en modifiant le schéma d'encodage en 128 b/132 b, avec un débit de données effectif de 1 212 Mo/s. La première implémentation USB 3.1 Gen 2 a démontré des vitesses de transfert réelles de 7,2 Gbits/s[réf. nécessaire].
La norme USB 3.1 est rétrocompatible avec USB 3.0 et USB 2.0. Elle définit les modes de transfert suivants :
- USB 3.1 Gen 1 – SuperSpeed, taux de signalisation de données de 5 Gbits/s sur une voie en utilisant le codage 8b/10b (effectif 500 Mo/s) ; identique à USB 3.0 ;
- USB 3.1 Gen 2 – SuperSpeed+, nouveau débit de données de 10 Gbits/s sur une voie utilisant le codage 128b/132b (effectif 1 212 Mo/s).

Le débit de données nominal en octets tient compte de la surcharge de codage de bits. Le débit physique SuperSpeed est de 5 Gbits/s. Étant donné que la transmission de chaque octet prend 10 bits, la surcharge de données brutes est de 20 %, de sorte que le débit d'octets est de 500 Mo/s, et non de 625. De même, pour la liaison Gen 2, l'encodage est 128b/132b, donc la transmission de 16 octets physiquement prend 16,5 octets, soit 3 % de surcharge. Par conséquent, le nouveau débit d'octets est de 128/132 × 10 Gbits/s = 9,697 Gbits/s = 1 212 Mo/s. En réalité, le mode SuperSpeed+ a une gestion de liaison supplémentaire et une surcharge de protocole, de sorte que les débits de données réalisables dans le meilleur des cas sont d'environ 1 100 Mo/s.
Ce changement de nom de l'USB 3.0 en « USB 3.1 Gen 1 » a permis aux fabricants d'annoncer des produits avec des taux de transfert de seulement 5 Gbits/s en tant que « USB 3.1 », en omettant la génération.

## USB 3.2
Le 25 juillet 2017, un communiqué de presse de l'USB 3.0 Promoter Group a détaillé une mise à jour en attente de la spécification USB Type-C, définissant le doublement de la bande passante pour les câbles USB-C existants. Dans le cadre de la spécification USB 3.2, publiée le 22 septembre 2017, les câbles USB-C 3.1 Gen 1 certifiés SuperSpeed existants pourront fonctionner à 10 Gbits/s (au lieu de 5 Gbits/s) et les câbles USB-C 3.1 certifiés SuperSpeed+ Gen 2 pourront fonctionner à 20 Gbits/s (au lieu de 10 Gbits/s). L'augmentation de la bande passante est le résultat d'un fonctionnement à plusieurs voies sur des câbles existants qui étaient destinés aux capacités de bascule du connecteur USB-C.
La norme USB 3.2 est rétrocompatible avec USB 3.1/3.0 et USB 2.0. Elle définit les modes de transfert suivants :
- USB 3.2 Gen 1 – SuperSpeed, taux de signalisation de données de 5 gigabits par seconde (Gbits/s) sur une voie utilisant un codage 8b/10b (effectif 500 Mo/s), identique à USB 3.1 Gen 1 et USB 3.0.
- USB 3.2 Gen 2 – SuperSpeed+, Débit de données de 10 Gbits/s sur une voie en utilisant le codage 128b/132b (effectif 1 212 Mo/s), identique à l'USB 3.1 Gen 2 ;
- USB 3.2 Gen 1×2 – SuperSpeed+, nouveau débit de données de 10 Gbits/s sur deux voies utilisant le codage 8b/10b (effectif 1 Go/s) ;
- USB 3.2 Gen 2×2 – SuperSpeed+, nouveau débit de données de 20 Gbits/s sur deux voies utilisant le codage 128b/132b (effectif 2 424 Mo/s).

Comme avec la version précédente, les mêmes considérations concernant le codage et les débits de données effectifs s'appliquent. Bien que les signaux Gen 1×2 et Gen 2×1 soient à 10 Gbits/s, Gen 1×2 utilise l'ancien codage en ligne 8b/10b moins efficace, ce qui entraîne une vitesse effective inférieure, avec le nouveau protocole SuperSpeed+.
En mai 2018, Synopsys a présenté la première connexion USB 3.2 Gen 2×2, où un PC Windows était connecté à un périphérique de stockage, atteignant une vitesse moyenne de 1 600 Mo/s.
USB 3.2 est pris en charge avec les pilotes USB Windows 10 par défaut et dans les noyaux Linux 4.18 et versions ultérieures.
En février 2019, l'USB-IF a simplifié les directives marketing, excluant le mode Gen 1×2 et exigeant que le logo SuperSpeed soit accompagné de la vitesse de transfert maximale.
| Nom commercial recommandé USB-IF | logo | Nom commercial plus ancien | Spécification USB 3.2 | Spécifications plus anciennes (première publication) | Double voie | Codage    | Vitesse nominale | Débit brut (effectif) | Connecteurs                |
| -------------------------------- | ---- | -------------------------- | --------------------- | ---------------------------------------------------- | ----------- | --------- | ---------------- | --------------------- | -------------------------- |
| USB ultra-rapide 5 Gbits/s       |      | USB ultra-rapide           | USB 3.2 Gen 1x1       | USB 3.1 Gen 1 (USB 3.0)                              | Non         | 8b/10b    | 5 Gbits/s        | 0,5 Go/s              | USB-A, B, micro - B, USB-C |
| USB ultra-rapide 10 Gbits/s      |      | SuperSpeed USB 10 Gb/s     | USB 3.2 Gen 2x1       | USB 3.1 Gen 2 (USB 3.1)                              | Non         | 128b/132b | 10 Gbits/s       | 1.212 Go/s            | USB-A, B, micro - B, USB-C |
| —                                | —    | —                          | USB 3.2 Gen 1x2       | (USB 3.2)                                            | Oui         | 8b/10b    | 10 Gbits/s       | 1 Go/s                | USB-C                      |
| USB ultra-rapide 20 Gbits/s      |      | —                          | USB 3.2 Gen 2x2       | (USB 3.2)                                            | Oui         | 128b/132b | 20 Gbits/s       | 2,422 Go/s            | USB-C                      |